# Cos Cob Art Colony
Die Cos Cob Art Colony (Cos Cob Künstlerkolonie) war eine Gemeinschaft von Künstlern und Literaten, die sich zwischen den 1890er und 1920er Jahren in Cos Cob, Connecticut, entwickelte. Sie spielte eine zentrale Rolle in der Entwicklung des amerikanischen Impressionismus und zog viele bekannte Künstler und Schriftsteller an. Die Künstlerkolonie markierte einen Wendepunkt in der amerikanischen Kunstgeschichte, indem sie traditionelle Techniken mit innovativen Ideen verband und gleichzeitig eine Brücke zur europäischen Moderne schlug.

## Geschichte
Im Zentrum der Künstlerkolonie stand das Bush-Holley-Haus, ein historisches Gebäude, das von der Familie Holley als Pension betrieben wurde. Das Haus wurde zum Treffpunkt für Künstler wie John Henry Twachtman, Childe Hassam, J. Alden Weir, Genjiro Yeto und Elmer Livingston MacRae, die sich von der malerischen Landschaft der Region inspirieren ließen. Twachtmans Sommerkurse zogen sowohl etablierte Künstler als auch Studenten an und machten die Kolonie zu einem dynamischen Ort des kreativen Austauschs.
Die Künstler experimentierten mit impressionistischen Techniken und griffen auch Einflüsse der japanischen Kunst auf (Genjiro Yeto). Viele Werke thematisierten die maritime Landschaft und Architektur der Region oder reflektierten den Übergang von traditionellen zu modernen Lebensweisen.

## Literarischer und kultureller Einfluss
Neben Malern gehörten auch Schriftsteller wie Willa Cather und der Journalist Lincoln Steffens zur Gemeinschaft. Die Kolonie war bekannt für ihre avantgardistischen Ansätze in Kunst und Politik und gründete 1912 die Greenwich Society of Artists, die regelmäßig Ausstellungen organisierte. Einige Mitglieder, darunter Elmer MacRae, waren auch an der Organisation der berühmten Armory Show von 1913 beteiligt, die europäische Modernisten in die Vereinigten Staaten brachte.

## Erbe
Das Bush-Holley-Haus ist heute ein Museum, das von der Greenwich Historical Society betrieben wird. Es zeigt historische Exponate und Kunstwerke, die mit der Kolonie in Verbindung stehen. Besucher können hier die inspirierende Atmosphäre der Cos Cob Art Colony nachempfinden.